# ديافان أندرسون
ديافان أندرسون (بالهولندية: Djavan Anderson)‏ (21 أبريل 1995 بأمستردام في هولندا - ) هو لاعب كرة قدم هولندي في مركز الوسط. شارك مع منتخب هولندا تحت 17 سنة لكرة القدم. أما مع النوادي، فقد لعب مع أياكس أمستردام وإي زد ألكمار ونادي كامبور وشباب أياكس.

## وصلات خارجية
- ديافان أندرسون على موقع الاتحاد الأوربي (الإنجليزية)
- ديافان أندرسون على موقع قاعدة بيانات كرة القدم.إي يو (الإنجليزية)
- ديافان أندرسون على موقع Soccerway.com (الإنجليزية)
- ديافان أندرسون على موقع عالم كرة القدم.نت (الإنجليزية)